# Encarsia reticulata
Encarsia reticulata är en stekelart som beskrevs av Rivnay 1988. Encarsia reticulata ingår i släktet Encarsia och familjen växtlussteklar.
Artens utbredningsområde är Israel. Inga underarter finns listade i Catalogue of Life.